# Amsterdamse derby
De Amsterdamse derby was een voetbalwedstrijd tussen de clubs Ajax, Amsterdam, FC Amsterdam, Blauw-Wit, DWS (DWS/A) en De Volewijckers. Alle clubs komen uit de stad Amsterdam. Van het begin van het betaalde voetbal werden er wedstrijden in competitie- en toernooiverband gespeeld tegen elkaar. Door de jaren heen verdwenen de clubs door fusies of faillissementen. Na de opheffing van FC Amsterdam in 1982 was Ajax de enige overgebleven betaaldvoetbalclub uit de hoofdstad.

## Uitslagen

### Ajax – Amsterdam
| Seizoen | Competitie | Thuisploeg | Uitslag | Uitploeg  | Doelpuntenmakers                                | Doelpuntenmakers                                          |
| Seizoen | Competitie | Thuisploeg | Uitslag | Uitploeg  | Thuisploeg                                      | Uitploeg                                                  |
| ------- | ---------- | ---------- | ------- | --------- | ----------------------------------------------- | --------------------------------------------------------- |
| 1955/56 | Eredivisie | Amsterdam  | 1–0     | Ajax      | Leen Corbran                                    |                                                           |
| 1955/56 | Eredivisie | Ajax       | 1–1     | Amsterdam | Rinus Michels                                   | Peet Geel                                                 |
| 1956/57 | Eredivisie | Ajax       | 2–3     | Amsterdam | Rinus Michels, Gé van Dijk (p)                  | Han Tolmeijer (p), Henk van der Sluis, Jos Vonhof         |
| 1956/57 | Eredivisie | Amsterdam  | 1–5     | Ajax      | Ben Weenink                                     | Loek den Edel, Willy Schmidt (2x), Piet van der Kuil (2x) |
| 1957/58 | Eredivisie | Ajax       | 3–4     | Amsterdam | Piet van der Kuil, Willy Schmidt, Loek den Edel | Loek Feijen (2x), Jos Vonhof, Harrie Smit                 |
| 1957/58 | Eredivisie | Amsterdam  | 0–2     | Ajax      |                                                 | Piet van der Kuil, Loek den Edel                          |

### Ajax – FC Amsterdam
| Seizoen | Competitie | Thuisploeg   | Uitslag | Uitploeg     | Doelpuntenmakers                                                              | Doelpuntenmakers                             |
| Seizoen | Competitie | Thuisploeg   | Uitslag | Uitploeg     | Thuisploeg                                                                    | Uitploeg                                     |
| ------- | ---------- | ------------ | ------- | ------------ | ----------------------------------------------------------------------------- | -------------------------------------------- |
| 1972/73 | Eredivisie | FC Amsterdam | 1–2     | Ajax         | Johan Cruijff (e.d.)                                                          | Johan Neeskens, Gerrie Mühren                |
| 1972/73 | Eredivisie | Ajax         | 2–1     | FC Amsterdam | Arie Haan (2x)                                                                | Wietze Couperus (p)                          |
| 1973/74 | Eredivisie | Ajax         | 6–1     | FC Amsterdam | Gerrie Mühren (2x, p), Ruud Krol, Johan Neeskens, Wim Suurbier, Johan Cruijff | Theo Husers (p)                              |
| 1973/74 | Eredivisie | FC Amsterdam | 1–0     | Ajax         | Jan Fransz                                                                    |                                              |
| 1974/75 | Eredivisie | FC Amsterdam | 1–2     | Ajax         | Heini Otto                                                                    | Ruud Geels, Gerrie Mühren                    |
| 1974/75 | Eredivisie | Ajax         | 2–4     | FC Amsterdam | Arno Steffenhagen, Johnny Rep                                                 | Geert Meijer (2x), Nico Jansen, Heini Otto   |
| 1975/76 | Eredivisie | FC Amsterdam | 0–2     | Ajax         |                                                                               | Arno Steffenhagen (2x)                       |
| 1975/76 | Eredivisie | Ajax         | 2–0     | FC Amsterdam | Ruud Geels, René Notten                                                       |                                              |
| 1975/76 | KNVB beker | FC Amsterdam | 1–3     | Ajax         | Bjarne Pedersen                                                               | Ruud Geels (2x), Barry Hulshoff              |
| 1976/77 | Eredivisie | Ajax         | 1–0     | FC Amsterdam | Ruud Geels                                                                    |                                              |
| 1976/77 | Eredivisie | FC Amsterdam | 2–3     | Ajax         | André Wetzel, Geert Meijer                                                    | Dick Schoenaker, Sören Lerby, Tscheu La Ling |
| 1977/78 | Eredivisie | FC Amsterdam | 1–3     | Ajax         | Ton Kamphues                                                                  | Ruud Geels, Frank Arnesen, Pim van Dord      |
| 1977/78 | Eredivisie | Ajax         | 5–1     | FC Amsterdam | Dick Schoenaker (2x), Ruud Geels, Geert Meijer, Frank Arnesen                 | Martin Wiggemansen                           |

### Ajax – Blauw-Wit
| Seizoen | Competitie | Thuisploeg | Uitslag | Uitploeg  | Doelpuntenmakers                                      | Doelpuntenmakers                  |
| Seizoen | Competitie | Thuisploeg | Uitslag | Uitploeg  | Thuisploeg                                            | Uitploeg                          |
| ------- | ---------- | ---------- | ------- | --------- | ----------------------------------------------------- | --------------------------------- |
| 1957/58 | Eredivisie | Ajax       | 1–0     | Blauw-Wit | Guus van Ham                                          |                                   |
| 1957/58 | Eredivisie | Blauw-Wit  | 2–1     | Ajax      | Erwin Sparendam, Piet Koekebakker                     | Willy Schmidt                     |
| 1958/59 | Eredivisie | Ajax       | 4–2     | Blauw-Wit | Wim Bleijenberg, Jan Seelen (2x), Piet van der Kuil   | Dries Mul (2x)                    |
| 1958/59 | Eredivisie | Blauw-Wit  | 1–0     | Ajax      | Jan Dahrs                                             |                                   |
| 1959/60 | Eredivisie | Blauw-Wit  | 1–0     | Ajax      | Dries Mul                                             |                                   |
| 1959/60 | Eredivisie | Ajax       | 8–1     | Blauw-Wit | Sjaak Swart (4x), Cees Groot (2x), Henk Groot (2x, p) | Paul Degenaar                     |
| 1961/62 | Eredivisie | Ajax       | 2–2     | Blauw-Wit | Cees Groot (2x)                                       | Herman Koers (2x)                 |
| 1961/62 | Eredivisie | Blauw-Wit  | 2–2     | Ajax      | Ger Clement, Martin Koeman                            | Henk Groot, Piet Keizer (p)       |
| 1962/63 | Eredivisie | Ajax       | 3–0     | Blauw-Wit | Henk Groot (2x), Co Prins                             |                                   |
| 1962/63 | Eredivisie | Blauw-Wit  | 0–3     | Ajax      |                                                       | Piet Keizer, Cees Groot, Co Prins |
| 1963/64 | Eredivisie | Ajax       | 1–1     | Blauw-Wit | Piet Keizer                                           | Hans Verhagen                     |
| 1963/64 | Eredivisie | Blauw-Wit  | 0–1     | Ajax      |                                                       | Peet Petersen                     |
| 1967/68 | KNVB beker | Ajax       | 1–0     | Blauw-Wit | Klaas Nuninga                                         |                                   |

### Ajax – DWS
| Seizoen | Competitie               | Thuisploeg | Uitslag | Uitploeg | Doelpuntenmakers                                                     | Doelpuntenmakers                               |
| Seizoen | Competitie               | Thuisploeg | Uitslag | Uitploeg | Thuisploeg                                                           | Uitploeg                                       |
| ------- | ------------------------ | ---------- | ------- | -------- | -------------------------------------------------------------------- | ---------------------------------------------- |
| 1950/51 | Eerste klasse B          | Ajax       | 1–3     | DWS      | Theo Brokmann jr.                                                    | Bouk Koevoets (2x), Hein Pitters               |
| 1950/51 | Eerste klasse B          | DWS        | 3–0     | Ajax     | Harm Dijkstra (2x), Manus Snijders                                   |                                                |
| 1953/54 | Eerste klasse A          | DWS        | 0–2     | Ajax     |                                                                      | Wim Huis, Rolf Leeser                          |
| 1953/54 | Eerste klasse A          | Ajax       | 2–0     | DWS      | Co Bouwens, Klaas Bakker                                             |                                                |
| 1953/54 | Play-off Eerste klasse A | DWS        | 5–2     | Ajax     | Herman Koot (2x), Jos Vonhof (3x)                                    | Wim Huis, Rinus Michels                        |
| 1958/59 | Eredivisie               | Ajax       | 0–1     | DWS/A    |                                                                      | Arie de Oude                                   |
| 1958/59 | Eredivisie               | DWS/A      | 1–2     | Ajax     | Arie de Oude                                                         | Piet van der Kuil, Wim Bleijenberg             |
| 1959/60 | Eredivisie               | DWS/A      | 1–0     | Ajax     | Theo van Doorneveld                                                  |                                                |
| 1959/60 | Eredivisie               | Ajax       | 2–0     | DWS/A    | Bob Westra, Sjaak Swart                                              |                                                |
| 1960/61 | Eredivisie               | DWS/A      | 1–1     | Ajax     | Dick Schenkel                                                        | Sjaak Swart                                    |
| 1960/61 | Eredivisie               | Ajax       | 2–2     | DWS/A    | Henk Groot, Cees Groot                                               | Ger Braam, Arie de Oude                        |
| 1961/62 | Eredivisie               | DWS/A      | 0–0     | Ajax     |                                                                      |                                                |
| 1961/62 | Eredivisie               | Ajax       | 8–0     | DWS/A    | Co Prins (3x), Cees Groot, Henk Groot (3x), Sjaak Swart              |                                                |
| 1963/64 | Eredivisie               | DWS        | 0–3     | Ajax     |                                                                      | Piet Keizer, Cees Groot, Sjaak Swart           |
| 1963/64 | Eredivisie               | Ajax       | 1–1     | DWS      | Sjaak Swart                                                          | Peter Voogt                                    |
| 1963/64 | KNVB beker               | DWS        | 1–2     | Ajax     | Frans Geurtsen                                                       | Cees Groot, Piet Keizer                        |
| 1964/65 | Eredivisie               | Ajax       | 0–3     | DWS      |                                                                      | Frans Geurtsen (2x), Dick Hollander            |
| 1964/65 | Eredivisie               | DWS        | 1–1     | Ajax     | Bennie Roode                                                         | Piet Keizer                                    |
| 1965/66 | Eredivisie               | DWS        | 0–2     | Ajax     |                                                                      | Johan Cruijff (2x)                             |
| 1965/66 | Eredivisie               | Ajax       | 2–1     | DWS      | André Pijlman (e.d.), Klaas Nuninga                                  | Frans Geurtsen                                 |
| 1966/67 | Eredivisie               | Ajax       | 5–0     | DWS      | Piet Keizer, Johan Cruijff, Bennie Muller, Klaas Nuninga, Henk Groot |                                                |
| 1966/67 | Eredivisie               | DWS        | 1–1     | Ajax     | Pim Waaijenberg                                                      | Johan Cruijff                                  |
| 1966/67 | KNVB beker               | Ajax       | 7–1     | DWS      | Piet Keizer (2x), Johan Cruijff (2x), Sjaak Swart (2x), Henk Groot   | Frans Geurtsen                                 |
| 1967/68 | Eredivisie               | DWS        | 1–4     | Ajax     | Rob Rensenbrink                                                      | Johan Cruijff (2x), Klaas Nuninga, Piet Keizer |
| 1967/68 | Eredivisie               | Ajax       | 3–2     | DWS      | Sjaak Swart (2x), Johan Cruijff                                      | Frans Geurtsen, Rob Rensenbrink                |
| 1968/69 | Eredivisie               | DWS        | 2–1     | Ajax     | Frans Geurtsen (2x)                                                  | Henk Groot                                     |
| 1968/69 | Eredivisie               | Ajax       | 3–2     | DWS      | Johan Cruijff, Velibor Vasović, Sjaak Swart                          | Rob Rensenbrink (2x)                           |
| 1969/70 | Eredivisie               | DWS        | 0–2     | Ajax     |                                                                      | Piet Keizer, Dick van Dijk                     |
| 1969/70 | Eredivisie               | Ajax       | 6–1     | DWS      | Velibor Vasović (2x), Johan Cruijff (2x), Gerrie Mühren, Sjaak Swart | Finn Seemann (p)                               |
| 1969/70 | KNVB beker               | DWS        | 1–2     | Ajax     | Frits Flinkevleugel                                                  | Sjaak Swart, Tom Søndergaard                   |
| 1970/71 | Eredivisie               | Ajax       | 4–0     | DWS      | Piet Keizer, Dick van Dijk (2x), Ruud Suurendonk                     |                                                |
| 1970/71 | Eredivisie               | DWS        | 0–1     | Ajax     |                                                                      | Sjaak Swart                                    |
| 1971/72 | Eredivisie               | DWS        | 0–2     | Ajax     |                                                                      | Piet Keizer, Johan Neeskens                    |
| 1971/72 | Eredivisie               | Ajax       | 2–0     | DWS      | Wim Muller (e.d.), Johan Neeskens                                    |                                                |

### Ajax – De Volewijckers
| Seizoen | Competitie      | Thuisploeg      | Uitslag | Uitploeg        | Doelpuntenmakers                                           | Doelpuntenmakers                                                        |
| Seizoen | Competitie      | Thuisploeg      | Uitslag | Uitploeg        | Thuisploeg                                                 | Uitploeg                                                                |
| ------- | --------------- | --------------- | ------- | --------------- | ---------------------------------------------------------- | ----------------------------------------------------------------------- |
| 1952/53 | Eerste klasse A | De Volewijckers | 2–3     | Ajax            | Dick Schenkel, Kuypers                                     | Rolf Leeser (2x), Klaas Bakker                                          |
| 1952/53 | Eerste klasse A | Ajax            | 1–3     | De Volewijckers | Rinus Michels                                              | Dick Schenkel (2x), Simon van der Oord                                  |
| 1954/55 | Eerste klasse B | De Volewijckers | 1–1     | Ajax            | Dick Schenkel                                              | Klaas Bakker                                                            |
| 1954/55 | Eerste klasse B | Ajax            | n.v.t.  | De Volewijckers | Wedstrijd is niet gespeeld, competitie werd afgebroken     | Wedstrijd is niet gespeeld, competitie werd afgebroken                  |
| 1954/55 | Eerste klasse D | De Volewijckers | 2–2     | Ajax            | Dick Schenkel, Piet van der Muts                           | Klaas Bakker (2x)                                                       |
| 1954/55 | Eerste klasse D | Ajax            | 3–0     | De Volewijckers | Piet Burgers, Rinus Michels (2x)                           |                                                                         |
| 1958/59 | KNVB beker      | Ajax            | 3–0     | De Volewijckers | Sjaak Swart, Jan Seelen, Donald Feldmann                   |                                                                         |
| 1960/61 | KNVB beker      | Ajax            | 1–1     | De Volewijckers | Sjaak Swart                                                | Wout Schaft                                                             |
| 1961/62 | Eredivisie      | Ajax            | 2–1     | De Volewijckers | Piet Keizer, Henk Groot                                    | Otto Polak                                                              |
| 1961/62 | Eredivisie      | De Volewijckers | 3–1     | Ajax            | Wout Schaft (2x), Piet Boogaard                            | Henk Groot                                                              |
| 1962/63 | Eredivisie      | De Volewijckers | 0–5     | Ajax            |                                                            | Henk Ellens (e.d.), Piet Keizer, Sjaak Swart, Henk Groot, Bennie Muller |
| 1962/63 | Eredivisie      | Ajax            | 6–2     | De Volewijckers | Cees Groot (3x), Henk Groot (2x), Has van Wijk (e.d.)      | Piet Boogaard (2x, p)                                                   |
| 1965/66 | KNVB beker      | Ajax            | 5–0     | De Volewijckers | Johan Cruijff (2x), Co Prins (2x), Cees de Wolf            |                                                                         |
| 1967/68 | KNVB beker      | Ajax            | 4–1     | De Volewijckers | Klaas Nuninga, Sjaak Swart (2x), Johan Cruijff             | Ton Fens                                                                |
| 1968/69 | KNVB beker      | Ajax            | 5–0     | De Volewijckers | Sjaak Swart, Klaas Nuninga, Henk Groot, Johan Cruijff (2x) |                                                                         |

### Amsterdam – Blauw-Wit
| Seizoen | Competitie | Thuisploeg | Uitslag | Uitploeg  | Doelpuntenmakers | Doelpuntenmakers                       |
| Seizoen | Competitie | Thuisploeg | Uitslag | Uitploeg  | Thuisploeg       | Uitploeg                               |
| ------- | ---------- | ---------- | ------- | --------- | ---------------- | -------------------------------------- |
| 1957/58 | Eredivisie | Amsterdam  | 1–3     | Blauw-Wit | Leen Corbran     | Erwin Sparendam, Piet Koekebakker (2x) |
| 1957/58 | Eredivisie | Blauw-Wit  | 1–1     | Amsterdam | Nico Engelander  | Dick Schenkel                          |

### Blauw-Wit – DWS
| Seizoen | Competitie          | Thuisploeg | Uitslag | Uitploeg  | Doelpuntenmakers                                       | Doelpuntenmakers                                       |
| Seizoen | Competitie          | Thuisploeg | Uitslag | Uitploeg  | Thuisploeg                                             | Uitploeg                                               |
| ------- | ------------------- | ---------- | ------- | --------- | ------------------------------------------------------ | ------------------------------------------------------ |
| 1950/51 | Kampioenscompetitie | Blauw-Wit  | 3–1     | DWS       | Han Tolmeijer (2x), Piet Koekebakker                   | Harm Dijkstra                                          |
| 1950/51 | Kampioenscompetitie | DWS        | 3–0     | Blauw-Wit | Bouk Koevoets, Jan Klein, Bob Bulder                   |                                                        |
| 1952/53 | Eerste klasse B     | Blauw-Wit  | 1–0     | DWS       | Scherpenzeel                                           |                                                        |
| 1952/53 | Eerste klasse B     | DWS        | 0–0     | Blauw-Wit |                                                        |                                                        |
| 1954/55 | Eerste klasse A     | Blauw-Wit  | 1–5     | DWS       | Jan Dahrs                                              | Herman Koot (2x), Harm Dijkstra (2x), Henk Loermans    |
| 1954/55 | Eerste klasse A     | DWS        | n.v.t.  | Blauw-Wit | Wedstrijd is niet gespeeld, competitie werd afgebroken | Wedstrijd is niet gespeeld, competitie werd afgebroken |
| 1958/59 | Eredivisie          | Blauw-Wit  | 1–3     | DWS/A     | Arie van den Berg                                      | Cees Kick, Jos Vonhof, Arie de Oude                    |
| 1958/59 | Eredivisie          | DWS/A      | 2–2     | Blauw-Wit | Dick Hollander, Theo van Doorneveld                    | Nico Engelander, Jan Royé                              |
| 1959/60 | Eredivisie          | DWS/A      | 2–0     | Blauw-Wit | Arie de Oude (2x)                                      |                                                        |
| 1959/60 | Eredivisie          | Blauw-Wit  | 0–2     | DWS/A     |                                                        | Theo van Doorneveld, Wim van 't Kaar                   |
| 1960/61 | KNVB beker          | Blauw-Wit  | 3–0     | DWS/A     | Ger Clement (2x), Kees Noomen                          |                                                        |
| 1961/62 | Eredivisie          | DWS/A      | 0–2     | Blauw-Wit |                                                        | Martin Koeman, Dries Mul                               |
| 1961/62 | Eredivisie          | Blauw-Wit  | 1–2     | DWS/A     | Gerrie Althoff                                         | Arie de Oude, Wim de Kreek                             |
| 1963/64 | Eredivisie          | DWS        | 3–2     | Blauw-Wit | Frans Geurtsen, Mosje Temming, Henk Wery               | Erwin Sparendam, Hans Verhagen                         |
| 1963/64 | Eredivisie          | Blauw-Wit  | 0–2     | DWS       |                                                        | Mosje Temming, Frans Geurtsen                          |
| 1965/66 | KNVB beker          | Blauw-Wit  | 1–1     | DWS       | Arie de Oude                                           | Rob Rensenbrink                                        |

### Blauw-Wit – De Volewijckers
| Seizoen | Competitie      | Thuisploeg      | Uitslag | Uitploeg        | Doelpuntenmakers                       | Doelpuntenmakers                               |
| Seizoen | Competitie      | Thuisploeg      | Uitslag | Uitploeg        | Thuisploeg                             | Uitploeg                                       |
| ------- | --------------- | --------------- | ------- | --------------- | -------------------------------------- | ---------------------------------------------- |
| 1950/51 | Eerste klasse C | Blauw-Wit       | 1–2     | De Volewijckers | Onbekend                               | Onbekend                                       |
| 1950/51 | Eerste klasse C | De Volewijckers | 1–2     | Blauw-Wit       | Onbekend                               | Onbekend                                       |
| 1953/54 | Eerste klasse B | Blauw-Wit       | 2–2     | De Volewijckers | Onbekend                               | Onbekend                                       |
| 1953/54 | Eerste klasse B | De Volewijckers | 1–1     | Blauw-Wit       | Onbekend                               | Onbekend                                       |
| 1960/61 | KNVB beker      | De Volewijckers | 1–2     | Blauw-Wit       | Wout Schaft                            | Ger Clement, Herman Koers                      |
| 1961/62 | Eredivisie      | Blauw-Wit       | 5–1     | De Volewijckers | Chris Meijer (3x), Piet Dekker (2x)    | Frits Kick (p)                                 |
| 1961/62 | Eredivisie      | De Volewijckers | 3–3     | Blauw-Wit       | Henk Looijen, Frits Kick, Has van Wijk | Wim Bleijenberg, Dries Mul, Martin Koeman      |
| 1962/63 | Eredivisie      | De Volewijckers | 2–1     | Blauw-Wit       | Frits Soetekouw (2x)                   | Ger Clement                                    |
| 1962/63 | Eredivisie      | Blauw-Wit       | 1–1     | De Volewijckers | Herman Koers                           | Piet Boogaard                                  |
| 1964/65 | Eerste divisie  | Blauw-Wit       | 3–3     | De Volewijckers | Hans Verhagen (3x)                     | Hans Reuser, Piet Boogaard (2x)                |
| 1964/65 | Eerste divisie  | De Volewijckers | 1–1     | Blauw-Wit       | Dirk de Ruiter                         | Hans Verhagen                                  |
| 1965/66 | Eerste divisie  | De Volewijckers | 2–2     | Blauw-Wit       | Henk Looijen, Wout Schaft              | Michel Kruin (2x)                              |
| 1965/66 | Eerste divisie  | Blauw-Wit       | 2–1     | De Volewijckers | Gerrit Kramer, Joop de Jong            | Johan Engelsma                                 |
| 1966/67 | Eerste divisie  | De Volewijckers | 1–0     | Blauw-Wit       | Peet Petersen                          |                                                |
| 1966/67 | Eerste divisie  | Blauw-Wit       | 1–0     | De Volewijckers | Nico Jonker                            |                                                |
| 1967/68 | Eerste divisie  | Blauw-Wit       | 0–0     | De Volewijckers |                                        |                                                |
| 1967/68 | Eerste divisie  | De Volewijckers | 0–1     | Blauw-Wit       |                                        | Jan van Meeteren                               |
| 1967/68 | KNVB beker      | De Volewijckers | 0–2     | Blauw-Wit       | Joop Wildbret, Han Meijer              |                                                |
| 1968/69 | Eerste divisie  | Blauw-Wit       | 0–0     | De Volewijckers |                                        |                                                |
| 1968/69 | Eerste divisie  | De Volewijckers | 0–1     | Blauw-Wit       |                                        | Richard Schemmekes                             |
| 1969/70 | Eerste divisie  | De Volewijckers | 0–4     | Blauw-Wit       |                                        | Felix Muller (2x), Gerrit Kramer, Joop de Jong |
| 1969/70 | Eerste divisie  | Blauw-Wit       | 0–0     | De Volewijckers |                                        |                                                |
| 1971/72 | Eerste divisie  | Blauw-Wit       | 2–0     | De Volewijckers | Jan van Meeteren, Dick Meijer          |                                                |
| 1971/72 | Eerste divisie  | De Volewijckers | 0–0     | Blauw-Wit       |                                        |                                                |

### DWS – De Volewijckers
| Seizoen | Competitie       | Thuisploeg      | Uitslag | Uitploeg        | Doelpuntenmakers                          | Doelpuntenmakers                                     |
| Seizoen | Competitie       | Thuisploeg      | Uitslag | Uitploeg        | Thuisploeg                                | Uitploeg                                             |
| ------- | ---------------- | --------------- | ------- | --------------- | ----------------------------------------- | ---------------------------------------------------- |
| 1956/57 | Eerste divisie A | De Volewijckers | 1–1     | DWS             | Max Goedkoop                              | Blok                                                 |
| 1956/57 | Eerste divisie A | DWS             | 1–2     | De Volewijckers | Jan Braam                                 | Joop Daggelder, Herman Gongrijp                      |
| 1958/59 | KNVB beker       | De Volewijckers | 2–1     | DWS             | Wout Schaft, Has van Wijk                 | Arie de Oude                                         |
| 1961/62 | Eredivisie       | DWS/A           | 2–2     | De Volewijckers | Dick Schenkel, Joop de Jong               | Otto Polak (2x)                                      |
| 1961/62 | Eredivisie       | De Volewijckers | 3–5     | DWS/A           | Piet Boogaard, Otto Polak, Frits Kick (p) | Arie de Oude (2x), Nico Hogendorp (2x), Wim de Kreek |